# Angelika Dünhaupt
Angelika Dünhaupt (n. 22 decembrie 1946, Hahnenklee⁠(d), Zona de ocupație britanică a Germaniei⁠(d), Germania) este o sportivă ce a reprezentat Germania, medaliată olimpică. A participat la o ediție a Jocurilor Olimpice (1968) în care a câștigat o medalie de bronz.

## Participări
Lista de mai jos prezintă principalele competiții la care a participat Angelika Dünhaupt de-a lungul carierei.
- Sanie la Jocurile Olimpice de iarnă din 1968 - Simplu (feminin)[*]